# Back to the Egg
Back to the Egg es el séptimo y último álbum de estudio de la banda de rock Wings, lanzado el 8 de junio de 1979 por Parlophone. Coproducido por Chris Thomas, el álbum reflejó tendencias musicales contemporáneas como el new wave y el punk, y marcó la llegada a Wings de dos nuevos miembros: Laurence Juber y Steve Holly. El álbum adoptó una temática conceptual sobre la idea de una banda de trabajo, y su creación coincidió con un periodo de gran actividad para el grupo, que volvió a salir de gira y trabajó en varios proyectos cinematográficos y televisivos.
La grabación de Back to the Egg comenzó en junio de 1978 y se prolongó durante casi un año. Varias sesiones tuvieron lugar en Spirit of Ranachan Studios de Escocia, en Lympne Castle de Kent, y en los estudios Abbey Road y los Replica Studios de Londres, este último construido por McCartney como una réplica exacta de Abbey Road Studios. El grupo volvió a Abbey Road en marzo de 1979 para completar el álbum, antes de filmar una serie de videos promocionales en Lympne y en otros lugares que dieron lugar al especial televisivo Back to the Egg.
Tras su publicación, Back to the Egg recibió críticas generalmente desfavorables de la prensa musical, y la revista Rolling Stone lo calificó como «la caja de sorpresa más lamentable de la historia reciente». Aunque alcanzó el top 10 en varios países y fue certificado como disco de platino en los Estados Unidos, fue visto como un fracaso comercial en comparación con trabajos anteriores de Wings, particularmente en términos financieros dadas las generosas condiciones del contrato que McCartney había firmado con Columbia Records. De los tres sencillos extraídos, solo «Getting Closer» entró en el top 20 en Reino Unido y Estados Unidos. Por otra parte, la canción «Rockestra Theme», grabada con un elenco de invitados de bandas como The Who, Led Zeppelin y Pink Floyd, ganó un Grammy en la categoría de mejor interpretación instrumental de rock.
Wings ofreció una gira por el Reino Unido como promoción del álbum, pero los planes para una posterior gira mundial tuvieron que ser cancelados cuando McCartney fue arrestado en Japón por posesión de drogas en enero de 1980. Apenas un año después, McCartney, que retomó una carrera musical en solitario, disolvió Wings.

## Historia
Después de la publicación de London Town, y tras la salida del guitarrista Jimmy McCulloch y el batería Joe English, Paul McCartney contrató a dos nuevos miembros con la vista puesta en grabar un álbum con un sonido más cercano al rock and roll, en contraposición al sonido suave de London Town, y en salir nuevamente de gira. Laurence Juber se convirtió en el último guitarrista del grupo, y Steve Holley en su último batería. Además, McCartney decidió unir fuerzas en el estudio con Chris Tomas, con quien coincidió en la grabación en 1968 del Álbum Blanco de The Beatles. 
A finales de junio de 1978, la última formación de Wings se trasladó a los Spirit of Ranachan Studios de Escocia, propiedad de McCartney. Dos meses después, grabaron en Lumpne Castle, en Hythe (Kent), cerca del nuevo hogar que McCartney adquirió en Rye, Sussex, y finalmente en octubre grabaron en los Estudios Abbey Road, donde McCartney organizó una sesión de grabación especial. El 3 de octubre, Wings grabó dos temas, «Rockestra Theme» y «So Glad To See You Here», con un puñado de celebridades musicales bajo el nombre de «Rockestra». El grupo incluía músicos como James Honeyman-Scott de The Pretenders, Hank Marvin de The Shadows, Pete Townshend de The Who, David Gilmour de Pink Floyd, John Paul Jones y John Bonham de Led Zeppelin y Bruce Thomas de The Attractions. En una entrevista concedida en 2001 a la cadena de televisión VH1, McCartney aseguró que el batería de The Who, Keith Moon, debería haber formado parte del supergrupo, pero falleció un mes antes del inicio de las sesiones. 
Previo a la publicación de Back to the Egg, Wings publicó el sencillo «Goodnight Tonight», con el tema «Daytime Nighttime Suffering» como cara B, en marzo de 1979. El sencillo alcanzó el Top 5 en varias listas a nivel mundial y sirvió como medio de promoción del futuro álbum. Sin embargo, dicha canción no fue incluida en este disco, siguiendo la costumbre de McCartney de omitir algunos de sus sencillos en sus álbumes de estudio.

## Videoclips
En una época precedente a la creación de MTV, siete canciones de Back to the Egg fueron acompañadas de videos musicales: «Getting Closer», «Spin It On», «Again and Again and Again», «Old Siam, Sir», «Arrow Through Me», «Winter Rose/Love Awake» y «Baby's Request». Los videoclips, junto a un promo de «Goodnight Tonight», fueron recopilados para un especial televisivo emitido en Estados Unidos en 1979 y dos años después por la BBC en el Reino Unido. 
Las sesiones de grabación de «Rockestra Theme» y «So Glad To See You Here» fueron también grabadas usando varias cámaras de Panavision. El material fue publicado por primera vez en el documental de 2001 Wingspan, y recopilado varios años después con outtakes en el DVD The McCartney Years.

## Recepción
Publicado en junio de 1979, el título de Back to the Egg fue un término creado por McCartney que significaba una vuelta a las raíces musicales y el comienzo de una nueva etapa en la carrera musical del grupo. Su publicación no fue considerada en un principio como el fin de Wings, ya que McCartney siguió grabando con el grupo hasta enero de 1981.
Sin embargo, Back to the Egg obtuvo unos resultados comerciales lejos del éxito inicial del grupo. Alcanzó el puesto 6 en las listas de éxitos británicas y el 8 en la lista estadounidense Billboard 200. El primer sencillo, «Old Siam, Sir», no obtuvo una importante difusión a través de la radio y alcanzó el puesto 35. Además, en otros países se publicaron sencillo distintos: en Estados Unidos se publicó «Getting Closer», que alcanzó el puesto 20 en las listas, y fue usado como sencillo meses después en el Reino Unido, donde no superó el puesto 60. En Estados Unidos, «Getting Closer» fue sucedido por «Arrow Through Me», que alcanzó el puesto 29, mientras que en Francia se publicó «Rockestra Theme» para promocionar el álbum.
Por otra parte, la reacción de la prensa especializada no fue unánimemente positiva, y el álbum fue considerado por algunos analistas como «sin inspiración» o «falto de dirección». Tras su publicación, McCartney sintió la necesidad de realizar un proyecto en solitario y se recluyó en su granja de Escocia, siguen el ejemplo de su álbum debut en solitario tras la disolución de The Beatles. En su hogar, McCartney grabó nuevas canciones en un entorno familiar, con la única ayuda de su mujer, Linda McCartney, y rodeado de sus hijos. 
En 1980, la canción «Rockestra Theme» ganó un Grammy a la mejor interpretación instrumental de rock.

## Reediciones
En 1993, Back to the Egg fue remasterizado y reeditado en formato CD como parte de la serie The Paul McCartney Collection con tres temas extra: «Daytime Nighttime Suffering», el sencillo navideño de 1979 «Wonderful Christmastime», y su cara B, una versión instrumental de «Rudolph The Red-Nosed Reggae». En 2007, el álbum fue publicado en formato de descarga digital en la tienda de iTunes con una remezcla de 7 minutos de duración de «Goodnight Tonight» como bonus track..

## Lista de canciones
Todas las canciones escritas y compuestas por Paul McCartney, excepto: «Again and Again and Again» por Denny Laine. 
| Cara A: «Sunny Side Up» |                             |          |  |
| N.º                     | Título                      | Duración |  |
| 1.                      | «Reception»                 | 1:08     |  |
| 2.                      | «Getting Closer»            | 3:22     |  |
| 3.                      | «We're Open Tonight»        | 1:28     |  |
| 4.                      | «Spin It On»                | 2:12     |  |
| 5.                      | «Again and Again and Again» | 3:34     |  |
| 6.                      | «Old Siam, Sir»             | 4:11     |  |
| 7.                      | «Arrow Through Me»          | 3:37     |  |

| Cara B: «Over Easy» |                                |          |  |
| N.º                 | Título                         | Duración |  |
| 8.                  | «Rockestra Theme»              | 2:35     |  |
| 9.                  | «To You»                       | 3:12     |  |
| 10.                 | «After The Ball/Million Miles» | 4:00     |  |
| 11.                 | «Winter Rose/Love Awake»       | 4:58     |  |
| 12.                 | «The Broadcast»                | 1:30     |  |
| 13.                 | «So Glad to See You Here»      | 3:20     |  |
| 14.                 | «Baby's Request»               | 2:49     |  |

| Bonus tracks (reedición de 1993) |                                                                                        |          |  |
| N.º                              | Título                                                                                 | Duración |  |
| 15.                              | «Daytime Nighttime Suffering»                                                          | 3:23     |  |
| 16.                              | «Wonderful Christmastime» (Sencillo de Paul McCartney en solitario, publicado en 1979) | 3:49     |  |
| 17.                              | «Rudolph the Red-Nosed Reggae» (Cara B del sencillo «Wonderful Christmastime»)         | 1:48     |  |

## Personal
Wings
- Paul McCartney: bajo, guitarras, piano, teclados, sintetizador y voz.
- Linda McCartney: teclados, percusión, mini-moog y coros.
- Denny Laine: guitarras, piano, teclados y coros.
- Laurence Juber: guitarras y coros.
- Steve Holley: batería, percusión y coros.

Rockestra
- David Gilmour: guitarra
- Hank Marvin: guitarra
- Pete Townshend: guitarra rítmica
- Gary Brooker: piano
- John Paul Jones: piano y bajo
- Tony Ashton: teclados
- Howie Casey: vientos
- Steve Howard: vientos
- Thaddeus Richard: vientos
- Tony Dorsey: vientos
- Bruce Thomas: bajo
- Ronnie Lane: bajo
- Morris Pert: percusión
- Ray Cooper: percusión
- Speedy Acquaye: percusión
- Tony Carr: percusión
- John Bonham: batería
- Kenney Jones: batería

## Posición en listas
| País           | Lista                   | Posición |
| -------------- | ----------------------- | -------- |
| Alemania       | Media Control Chart     | 16       |
| Australia      | ARIA Albums Chart       | 3        |
| Austria        | Ö3 Austria Top 40       | 12       |
| Canadá         | RPM Albums Chart        | 2        |
| España         | Spanish Albums Chart    | 7        |
| Estados Unidos | Billboard 200           | 8        |
| Francia        | SNEP Albums Chart       | 11       |
| Italia         | Italian Albums Chart    | 10       |
| Noruega        | Norwegian Top 40 Albums | 5        |
| Países Bajos   | Mega Albums Top 100     | 11       |
| Reino Unido    | UK Albums Chart         | 6        |
| Suecia         | Swedish Albums Chart    | 5        |

| Sencillo           | País           | Lista             | Posición |
| ------------------ | -------------- | ----------------- | -------- |
| «Old Siam, Sir»    | Reino Unido    | UK Singles Chart  | 35       |
| «Getting Closer»   | Estados Unidos | Billboard Hot 100 | 20       |
| «Getting Closer»   | Reino Unido    | UK Singles Chart  | 60       |
| «Arrow Through Me» | Estados Unidos | Billboard Hot 100 | 29       |

## Certificaciones
| Fecha                  | País           | Organismo certificador | Certificación | Ventas certificadas |
| ---------------------- | -------------- | ---------------------- | ------------- | ------------------- |
| 1 de julio de 1979     | Reino Unido    | BPI                    | Oro           | 100 000             |
| 18 de julio de 1979    | Estados Unidos | RIAA                   | Platino       | 1 000 000           |
| 1 de noviembre de 1979 | Canadá         | CRIA                   | Doble platino | 200 000             |